# بوتاب
أولكسي أندرويفيتش بوتيبينكي (بالأوكرانية: Олексій Андрійович Потапенко)‏ (من مواليد 8 مايو 1981 في كييف، أوكرانيا) الشهير ببوتاب هو مغن، وملحن، ومنتج أسطوانات أوكراني.

## روابط خارجية
- بوتاب على موقع IMDb (الإنجليزية)
- بوتاب على موقع ميوزك برينز (الإنجليزية)
- بوتاب على موقع ديسكوغز (الإنجليزية)
- بوتاب على موقع ديسكوغز (الإنجليزية)
- بوتاب على موقع قاعدة بيانات الفيلم (الإنجليزية)
- بوتاب على موقع كينوبويسك (الروسية)